# トランスアメリカ
『トランスアメリカ』（Transamerica）は、2005年のアメリカ映画である。監督は本作が初監督作品となるダンカン・タッカー。

## 概要
トランスジェンダーのブリーが、実の息子であるトビーに自分が父親であることを隠したまま、共にアメリカ大陸横断（トランスアメリカ）の旅に出ることになる。タイトルは、生まれた時に割り当てられた性別と異なる性同一性の人を指す単語「トランスジェンダー」に掛けたもの。
主人公のブリーを演じたフェリシティ・ハフマンは、この映画の演技で高い評価を得て、ゴールデングローブ賞（主演女優賞）など数々の賞を受賞した。第78回アカデミー賞では主演女優賞候補にノミネートされた。ドリー・パートンがこの映画のために書き下ろした「Travelin' Thru」も歌曲賞でノミネート。しかし、両方とも受賞は逃し、アカデミー賞では無冠に終わる。
また、第21回インディペンデント・スピリット賞では、フェリシティ・ハフマンとダンカン・タッカーがそれぞれ主演女優賞と新人脚本賞を受賞。ハフマンはナショナル・ボード・オブ・レビュー賞 (2005年) でも受賞している。
日本では2006年7月23日よりシネスイッチ銀座で公開された。

## ストーリー
性別適合手術を一週間後に控えたブリーの元に、ニューヨークから一本の電話があった。相手はトビーという17歳の少年で、拘置所におり、自分の父親スタンレーと話がしたいという。しかし、スタンレーとはブリーの以前の名前であった。自分に息子がいるとは知らなかったブリーだが、トビーの保釈のため、仕方なくニューヨークに向かう。

## キャスト
※括弧内は日本語吹替
- ブリー - フェリシティ・ハフマン（戸田恵子）
- トビー - ケヴィン・ゼガーズ（浪川大輔）
- エリザベス - フィオヌラ・フラナガン（谷育子）
- マーレイ - バート・ヤング（富田耕生）
- シドニー - キャリー・プレストン（英語版）（本田貴子）
- マーガレット - エリザベス・ペーニャ（田中敦子）
- カルヴィン - グラハム・グリーン（石田圭祐）

## スタッフ
- 監督・脚本：ダンカン・タッカー（英語版）
- 製作総指揮：ウィリアム・H・メイシー
- 撮影：スティーヴン・カツミアスキー
- 編集：パム・ワイズ
- 美術：マーク・ホワイト
- 衣装デザイン：ダニー・グリッカー
- 作曲：デヴィッド・マンスフィールド（英語版）
- 主題歌：ドリー・パートン （Travelin' Thru）

## 日本においてのこの映画に関する情報
- 公開日：2006年7月23日
- 配給・提供：松竹
- 提供：博報堂DYメディアパートナーズ、衛星劇場、スカパー・ウェルシンク
- 宣伝：ザジフィルムズ
- サントラCD販売：インペリアルレコード
- 字幕：高内朝子
- 年齢制限：R-15